# Sepik Oriental
| Sepik Oriental         |             |
|                        |             |
| População              | 334 180 hab |
| Superfície             | 42 800 km²  |
| Densidade populacional | 8 hab/km²   |
| Principal cidade       | Wewak       |
| Gouvernador            |             |

Sepik Oriental (East Sepik em inglês) é uma das 20 províncias da Papua-Nova Guiné.

## Cidades de Sepik Oriental
- Wewak
- Angoram
- Timbunke
- Kaminimbit
- Karawari